# Fondation pour l'audition
La Fondation pour l'audition es una fundación científica francesa dedicada a la investigación de los discapacitados auditivos. La fundación está situada en el distrito 12 de París.

## Resumen
La Fondation pour l'audition fue creada en 2015 por Françoise Bettencourt Meyers, Jean-Pierre Meyers y la Fondation Bettencourt Schueller.
La fundación recibe una subvención de la Fundación de Francia.
La fundación acoge a médicos de Dinamarca, Estados Unidos, Bélgica, Reino Unido y Francia.